# 盧粲
卢粲（7世纪？—713年），唐朝幽州范阳县（今河北省涿州市）人。
卢粲是北魏侍中卢阳乌的五代孙。祖父卢彦卿，撰《后魏纪》二十卷，官至合肥县令。叔父卢行嘉，唐高宗时为雍王记室。
卢粲博览经史，弱冠举进士。景龙二年（708年），官至给事中。节愍太子李重俊初立，韦后以不是自己所生，深加忌嫉，劝唐中宗下敕令太子和诸王一样每年去卫府领物品，以供服用。卢粲上奏反对，认为太子不应该与诸王相同。中宗同意了。安乐公主的丈夫武崇训被节愍太子所杀，特追封为鲁王，令司农少卿赵履温监护葬事。赵履温劝公主奏请按照永泰公主旧例，为武崇训造陵。中宗同意。卢粲又力谏劝止。安乐公主大怒。卢粲被贬为陈州刺史。唐玄宗开元初年，为秘书少监。卢粲封固安县侯，官至邠王傅，去世后，谥景。